# Raúl Gutiérrez
Raúl Erasto „Potro” Gutiérrez Jacobo (ur. 16 października 1966 w mieście Meksyk) – meksykański piłkarz grający na pozycji obrońcy, trener piłkarski.
Uczestnik Mundialu 1994. Obdarzony przydomkiem „Potro” (Źrebak). Grał w klubach: Atlante FC, Club América oraz Club León.
Jako selekcjoner reprezentacji Meksyku U-17 zdobył mistrzostwo świata (2011) i wicemistrzostwo świata (2013).